# Reforma constitucional española de 2024
La reforma constitucional española de 2024 fue la tercera reforma de la Constitución española de 1978 tras las de 1992 y 2011. Aunque inicialmente se presentó como una actualización para sustituir el término «disminuidos» por «personas con discapacidad» en el artículo 49, esta reforma culminó en una reinterpretación y reescritura completa del mencionado artículo.
El 18 de enero de 2024, el pleno del Congreso de los Diputados, reunido de manera extraordinaria en el Senado por obras en su sede, aprobó la proposición de reforma del artículo 49 de la Constitución por 312 votos a favor.
Artículo 49 antes de la reforma

Artículo 49:
1. Los poderes públicos realizarán una política de previsión, tratamiento, rehabilitación e integración de los disminuidos físicos, sensoriales y psíquicos, a los que prestarán la atención especializada que requieran y los ampararán especialmente para el disfrute de los derechos que este Título otorga a todos los ciudadanos.

https://app.congreso.es/consti/constitucion/indice/sinopsis/sinopsis.jsp?art=49&tipo=2

Tras la reforma el artículo queda de la siguiente manera

Artículo 49:
1. Las personas con discapacidad ejercen los derechos previstos en este Título en condiciones de libertad e igualdad reales y efectivas. Se regulará por ley la protección especial que sea necesaria para dicho ejercicio.
2. Los poderes públicos impulsarán las políticas que garanticen la plena autonomía personal e inclusión social de las personas con discapacidad, en entornos universalmente accesibles. Asimismo, fomentarán la participación de sus organizaciones, en los términos que la ley establezca. Se atenderán particularmente las necesidades específicas de las mujeres y los menores con discapacidad.

https://app.congreso.es/consti/constitucion/indice/sinopsis/sinopsis.jsp?art=49&tipo=2

## Antecedentes
La reforma del artículo 49 de la Constitución española ha sido una demanda constante por parte de la comunidad de personas con discapacidad. Este requerimiento se originó debido a la necesidad de modificar el lenguaje empleado en la Constitución de 1978, que hacía referencia a las personas con discapacidad como «disminuidos físicos, sensoriales y psíquicos», una terminología ampliamente considerada como discriminatoria y denigrante. Plataformas y asociaciones dedicadas a la defensa de los derechos de estas personas llevaron a cabo una lucha persistente con el objetivo de eliminar esta expresión de la Constitución y sustituirla por una más apropiada.
El 3 de mayo de 2008, España ratificó la Convención sobre los Derechos de las Personas con Discapacidad de las Naciones Unidas. Este tratado internacional, que busca promover y proteger los derechos humanos de las personas con discapacidad, puso de manifiesto la obsolescencia del lenguaje contenido en la Constitución. En 2018, el Gobierno presentó por primera vez una propuesta de enmienda para eliminar el término «disminuido» de la Constitución.
En diciembre de 2018, gracias a una intensa campaña liderada por la periodista y activista Vicky Bendito, se logró un consenso casi unánime en la Comisión de Discapacidad del Congreso. No obstante, el proceso legislativo se vio interrumpido por elecciones anticipadas y la pandemia de COVID-19, lo que retrasó aún más su avance. No fue hasta mayo de 2021 cuando el gobierno aprobó un segundo anteproyecto de reforma del artículo.

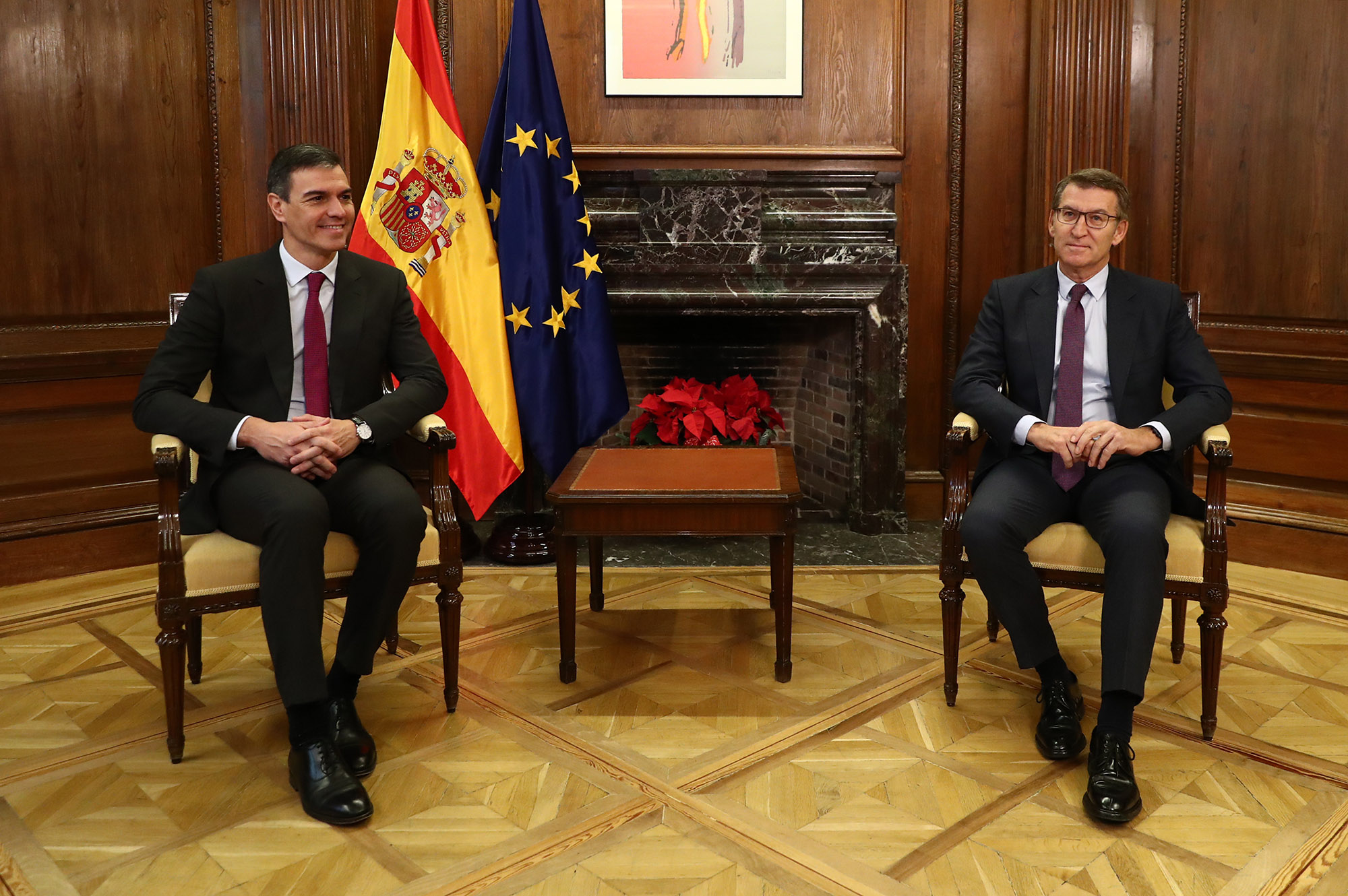
El presidente del Gobierno, Pedro Sánchez, y el jefe de la Oposición, Alberto Núñez Feijóo, durante su reunión del 22 de diciembre de 2023 en la que acordaron la reforma constitucional.

La falta de acuerdo entre los dos principales partidos políticos, PP y PSOE, resultó ser un obstáculo durante las negociaciones, ya que cualquier modificación constitucional en España requiere de una mayoría cualificada en ambas cámaras. Además, algunos partidos presentaron enmiendas con el propósito de introducir cambios adicionales en la Constitución, lo que ha añadido complejidad al proceso. No fue hasta diciembre de 2023 que el PSOE y el PP acordaron unirse para modificar el artículo. Con 258 parlamentarios entre los dos, disponían de la mayoría necesaria para llevar a cabo la modificación sin depender de otros partidos. No obstante, necesitan la colaboración de Sumar para impedir que las minorías pudieran solicitar un referéndum sobre la reforma.

## Votación
En diciembre de 2023, los líderes de los dos principales partidos españoles —PP y PSOE— alcanzaron un acuerdo para llevar a cabo la tercera reforma de la Constitución Española desde 1978. Esta reforma se ejecutó de manera exprés en enero de 2024. Su objetivo principal fue reemplazar el término «disminuidos» del artículo 49 por la expresión «personas con discapacidad». El jueves 25 de enero, la Cámara Alta, con el apoyo de 254 votos a favor y solo los tres senadores de Vox en contra, aprobó la reforma del artículo 49. 
El grupo parlamentario Vox votó en contra de la modificación por ser una «quiebra de la igualdad entre hombres y mujeres y consagrar la ideología de género». 
El rey Felipe VI dio su consentimiento real a la reforma en un acto público el 15 de febrero de 2024, en el Palacio de la Zarzuela. Entró en vigor el 17 de febrero de ese año, el mismo día de su publicación en el Boletín Oficial del Estado.